# Stenoptilia annadactyla
Stenoptilia annadactyla is een vlinder uit de familie vedermotten (Pterophoridae). De wetenschappelijke naam is voor het eerst geldig gepubliceerd in 1988 door Sutter.
De soort komt voor in Europa.